# جاناتان کلیولند
جاناتان کلیولند (انگلیسی: Jonathan Cleveland؛ زادهٔ ۱۹ دسامبر ۱۹۷۰) شناگر اهل کانادا بود.
وی در مسابقات کشوری و بین‌المللی در مجموع برندهٔ ۲ مدال طلا، ۴ مدال نقره، ۵ مدال برنز شده‌است.